# Menepetalum
Menepetalum é um género botânico pertencente à família Celastraceae.